# Anochetus madaraszi
Anochetus madaraszi är en myrart som beskrevs av Mayr 1897. Anochetus madaraszi ingår i släktet Anochetus och familjen myror. Inga underarter finns listade i Catalogue of Life.